# Strangers (canción de Sigrid)
«Strangers» es una canción interpretada por la cantante y compositora noruega Sigrid. La canción fue lanzada como descarga digital el 10 de noviembre de 2017 por Island Records. La canción llegó al puesto 6 en el conteo musical noruego y en el top 10 de las listas en Irlanda y el Reino Unido.

## Posicionamiento en listas
| País                             | Posición más alta | Referencia |
| -------------------------------- | ----------------- | ---------- |
| Bélgica (Ultratop Flandes)       | 25                | [ 1 ]      |
| Bélgica (Ultratop Valonia)       | 16                | [ 2 ]      |
| Croacia (HRT)                    | 1                 | [ 3 ]      |
| Irlanda (IRMA)                   | 7                 | [ 4 ]      |
| Letonia (Latvijas Top 40)        | 20                | [ 5 ]      |
| Nueva Zelanda (RMNZ)             | 6                 | [ 6 ]      |
| Noruega (VG-lista)               | 6                 | [ 7 ]      |
| Polonia (Polish Airplay Top 100) | 33                | [ 8 ]      |
| Reino Unido (UK Singles)         | 10                |            |